# Dirk Wormer
Dirk Wormer, né le 30 octobre 1756 à Purmerend et mort le 17 janvier 1818 à Leyde, est un homme politique néerlandais.

## Biographie
Après des études de droit à l'université de Leyde, Dirk Wormer, fils et petit-fils de bourgmestres de Purmerend, devient avocat à Leyde en 1778. En 1784, pendant la Révolution batave, il se fait élire pensionnaire de Purmerend. 
En janvier 1795, l'armée française de Pichegru franchit le Rhin et envahit les Provinces-Unies. Les patriotes se soulèvent dans tout le pays, le stathouder Guillaume V d'Orange s'exile en Angleterre et la République batave est proclamée. Wormer fait alors partie du conseil provisoire de la ville de Leyde et devient secrétaire de l'office des eaux de la vallée du Rhin. D'avril à novembre 1796, il est appelé à la première Assemblée nationale batave en remplacement de Van de Kasteele, nommé au comité de rédaction de la constitution. Il s'y montre indépendant des partis unitariste et fédéraliste qui divisent l'assemblée.
Il est élu député de Purmerend au Corps législatif le 31 juillet 1798 et le reste jusqu'à la dissolution des chambres le 17 octobre 1801.